# Catada trichocolpa
Catada trichocolpa là một loài bướm đêm trong họ Erebidae.